# Cristóbal de Velasco

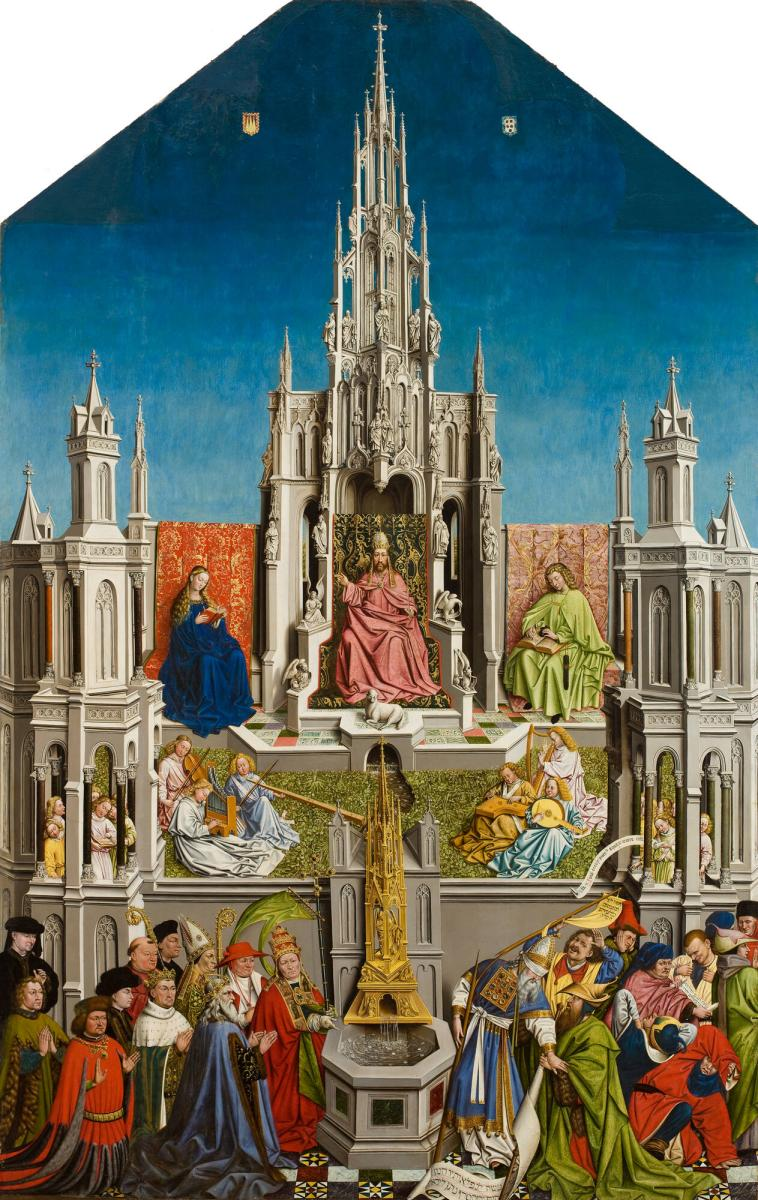
La font de la vida, oli sobre taula, 185,5 x 115,5, Oberlin, Allen Memorial Art Museum.

Cristóbal de Velasco, (fl., 1588 - 1617) va ser un pintor manierista espanyol. Natural de Toledo i fill del també pintor Luis de Velasco, qui el va introduir a la cort, va morir a Madrid el 4 de novembre de 1617.

## Biografia i obra
Està documentat el 1588 cobrant juntament amb el seu pare les pintures del retaule major de l'església parroquial de Sonseca, conservades in situ, en les quals el seu pare havia treballat de 1574 a 1581. Al desembre de 1592 treballava per a l'arquebisbe de Toledo García Loaysa y Girón en el monestir del Parral, a Segòvia, en una obra que la documentació conservada no especifica. Fernando Collar de Càceres ha relacionat aquest encàrrec amb la còpia de la Font de la Gràcia del taller de Jan Van Eyck conservada a l'Allen Memorial Art Museum d'Oberlin (Ohio). Signada amb un anagrama que podria llegir-se «BE LA S /CO», la taula reprodueix fidelment l'original conservat en el Museu del Prado, on va ingressar procedent del Museu de la Trinitat amb els béns desamortitzats del monestir segovià. Pel plet que va entaular contra els testamentaris del cardenal Loaysa, pel qual Velasco els reclamava el que se li devia pels vint anys que havia treballat al seu servei, així com per algunes pintures que el cardenal li havia deixat sense pagar. Consta, a més, que el seu treball podia reduir-se amb freqüència al paper de mer copista o «rebotador de pintures», segons ho definia algun dels testimonis.
Per a la catedral de Segòvia es va encarregar entre 1594 i 1596 de les labors de pintura i daurat del retaule de Sant Pere, obra de Pedro de Bolduque, per a qui va pintar la taula de l'àtic amb el Martiri de sant Pere, inspirat en la pintura de Miguel Ángel per a la capella paolina, i un paisatge amb ruïnes com recolzar de la talla del Crist a la columna amb sant Pedro en llàgrimes que ho presideix. El mateix cabildo catedralici li va encarregar el 1596 el retaule de la capella fundada pel bisbe de Cadis Pedro Fernández de Solis a l'església de la Concepció de Coca (Segòvia), del que es conserven tres taules amb les imatges de Sant Joan Evangelista, Santiago el Major i la Magdalena, de marcat gust manierista.
L'agost de 1594 va rebre un poder del seu pare per contractar i cobrar les obres que sorgissin en la catedral de Toledo i al desembre de 1598 va cobrar 30 ducats pel retrat de l'arxiduc Albert, arquebisbe de Toledo, amb destinació a l'episcopologi de la sala capitular catedralícia. A l'any següent ja es troba documentat a Madrid, on va morir i va ser enterrat a l'església de Sant Felip el Real. Pel plet citat contra els testamentaris del cardenal Loaysa, consta la seva amistat íntima amb altres pintors, entre ells Jerónimo de Calàbria i Fabricio Castello, i que en el seu taller comptava amb un oficial anomenat Juan d'Olivares.
No s'han conservat les set vistes de ciutats de Flandes que va pintar per a la «Casa del Bosc» del Real Lloc de Valsaín, documentades per una ordre de pagament donada per Felip III el febrer de 1600, per la qual manava se li lliuressin 18.573 reals que restaven dels 20.673 en què havien estat taxades. Les set vistes de ciutats flamenques, per la qual Velasco va haver de servir-se d'estampes, es van inventariar el 1604 en la galeria dels miralls de l'esmentat palau juntament amb altres dues vistes de cases de camp que possiblement també li pertanyessin.